# Anders Adolf Upling
Anders Adolf Upling, född 9 december 1841 i Uppland, död 20 november 1899 i Stockholm, var en svensk kartograf och tecknare.
Upling blev student vid Uppsala universitet 1861 men övergick till lantmäteristaten och verkade från 1878 som kartograf vid Rikets allmänna kartverk. Upling är representerad vid Uppsala universitetsbibliotek med teckningar. Han var från 1878 gift med Anna Karolina Elisabet Lovisa Vistrand.